# Grekland i olympiska sommarspelen 1984
Grekland deltog i de olympiska sommarspelen 1984 i Los Angeles med en trupp bestående av 62 deltagare. Totalt vann de två medaljer och slutade på trettionde plats i medaljligan.

## Medaljer

### Silver
- Dimitrios Thanopoulos - Brottning, grekisk-romersk stil, mellanvikt

### Brons
- Haralambos Holidis - Brottning, grekisk-romersk stil, bantamvikt

## Boxning
Tungvikt
- Georgios Stefanopoulos
  - Första omgången – Bye
  - Andra omgången – Besegrade Douglas Young (GBR), KO-2
  - Kvartsfinal – Förlorade mot Arnold Vanderlyde (HOL), 0:5

## Cykling
Herrarnas linjelopp
- Kanellos Kanellopoulos – fullföljde inte (→ ingen placering)
- Ilias Kelesidis – fullföljde inte (→ ingen placering)

## Friidrott
Herrarnas maraton
- Michail Koussis
  - Final — 2:17:38 (→ 26:e plats)

Herrarnas höjdhopp
- Dimitrios Kattis
  - Kval — 2,15m (→ gick inte vidare)

Herrarnas kulstötning
- Dimitrios Koutsoukis
  - Kval — 18,74 m (→ gick inte vidare)

Damernas spjutkastning
- Anna Verouli
  - Kval — DSQ (→ gick inte vidare)

## Fäktning
Herrarnas sabel
- Zisis Babanasis